# Canton de Compiègne-2
Le canton de Compiègne-2 est une circonscription électorale française située dans le département de l'Oise et la région Hauts-de-France.

## Histoire
Un nouveau découpage territorial de l'Oise entre en vigueur à l'occasion des élections départementales de 2015. Il est défini par le décret du 20 février 2014, en application des lois du 17 mai 2013 (loi organique 2013-402 et loi 2013-403). Les conseillers départementaux sont, à compter de ces élections, élus au scrutin majoritaire binominal mixte. Les électeurs de chaque canton élisent au Conseil départemental, nouvelle appellation du Conseil général, deux membres de sexe différent, qui se présentent en binôme de candidats. Les conseillers départementaux sont élus pour 6 ans au scrutin binominal majoritaire à deux tours, l'accès au second tour nécessitant 12,5 % des inscrits au 1er tour. En outre la totalité des conseillers départementaux est renouvelée. Ce nouveau mode de scrutin nécessite un redécoupage des cantons dont le nombre est divisé par deux avec arrondi à l'unité impaire supérieure si ce nombre n'est pas entier impair, assorti de conditions de seuils minimaux. Dans l'Oise, le nombre de cantons passe ainsi de 41 à 21.
Le canton de Compiègne-2 est formé de communes des anciens cantons de Compiègne-Sud-Ouest (5 communes), d'Attichy (6 communes), de Estrées-Saint-Denis (1 commune) et de Compiègne-Sud-Est (4 communes) et d'une fraction de la commune de Compiègne. Il est entièrement inclus dans l'arrondissement de Compiègne. Le bureau centralisateur est situé à Compiègne.

## Représentation
| Période élective | Période élective | Mandat | Mandat   | Identité               | Nuance | Nuance | Qualité |
| ---------------- | ---------------- | ------ | -------- | ---------------------- | ------ | ------ | --- |
| 2015             | 2021             | 2015   | 2021     | Sandrine de Figueiredo |        | UDI    | Directrice adjointe de la Mission locale du Pays compiégnois et du Pays des sources Conseillère municipale de Compiègne Vice-présidente chargée de l'action sociale et politique d'insertion |
| 2015             | 2021             | 2015   | 2021     | Jean Desessart         |        | LR     | Ingénieur à la retraite Maire de Lacroix-Saint-Ouen depuis 2001 Conseiller départemental délégué, chargé des sports                                                                          |
| 2021             | 2028             | 2021   | en cours | Sandrine de Figueiredo |        | UDI    | Conseillère sortante |
| 2021             | 2028             | 2021   | en cours | Jean Desessart         |        | LR     | Conseiller sortant, Vice-président chargé des infrastructures routières |

### Résultats détaillés

#### Élections de mars 2015
À l'issue du 1er tour des élections départementales de 2015, deux binômes sont en ballottage : Jean-Marc Branche et Patricia Renoult (FN, 32,19 %) et Sandrine de Figueiredo et Jean Desessart (Union de la Droite, 26,24 %). Le taux de participation est de 47,41 % (14 475 votants sur 30 534 inscrits) contre 51,32 % au niveau départemental et 50,17 % au niveau national.
Au second tour, Sandrine de Figueiredo et Jean Desessart (Union de la Droite) sont élus avec 60,58 % des suffrages exprimés et un taux de participation de 47,83 % (8 017 voix pour 14 605 votants et 30 534 inscrits).

#### Élections de juin 2021
Le premier tour des élections départementales de 2021 est marqué par un très faible taux de participation (33,26 % au niveau national). Dans le canton de Compiègne-2, ce taux de participation est de 31,46 % (9 597 votants sur 30 508 inscrits) contre 32,46 % au niveau départemental. À l'issue de ce premier tour, deux binômes sont en ballottage : Sandrine de Figueiredo et Jean Desessart (DVD, 47,25 %) et Valérie Bataillard et Bertrand Brassens (Union à gauche avec des écologistes, 29,01 %).
Le second tour des élections est marqué une nouvelle fois par une abstention massive équivalente au premier tour. Les taux de participation sont de 34,36 % au niveau national, 32,8 % dans le département et 31,57 % dans le canton de Compiègne-2. Sandrine de Figueiredo et Jean Desessart (DVD) sont élus avec 63,9 % des suffrages exprimés (5 690 voix pour 9 632 votants et 30 513 inscrits),,.

## Composition
| Nom                               | Code Insee | Intercommunalité                                                  | Superficie (km2) | Population (dernière pop. légale)                | Densité (hab./km2) | Modifier                                    |
| --------------------------------- | ---------- | ----------------------------------------------------------------- | ---------------- | ------------------------------------------------ | ------------------ | ------------------------------------------- |
| Compiègne (bureau centralisateur) | 60159      | CA Agglomération de la Région de Compiègne et de la Basse Automne | 53,10            | Fraction : 25 243 (2022) Commune : 40 808 (2022) | 769                | modifier les données · modifier les données |
| Armancourt                        | 60023      | CA Agglomération de la Région de Compiègne et de la Basse Automne | 2,03             | 531 (2022)                                       | 262                | modifier les données · modifier les données |
| Chelles                           | 60145      | CC des Lisières de l'Oise                                         | 9,08             | 475 (2022)                                       | 52                 | modifier les données · modifier les données |
| Croutoy                           | 60184      | CC des Lisières de l'Oise                                         | 3,27             | 205 (2022)                                       | 63                 | modifier les données · modifier les données |
| Cuise-la-Motte                    | 60188      | CC des Lisières de l'Oise                                         | 10,05            | 2 101 (2022)                                     | 209                | modifier les données · modifier les données |
| Hautefontaine                     | 60305      | CC des Lisières de l'Oise                                         | 5,57             | 347 (2022)                                       | 62                 | modifier les données · modifier les données |
| Jaux                              | 60325      | CA Agglomération de la Région de Compiègne et de la Basse Automne | 8,63             | 2 240 (2022)                                     | 260                | modifier les données · modifier les données |
| Jonquières                        | 60326      | CA Agglomération de la Région de Compiègne et de la Basse Automne | 7,32             | 600 (2022)                                       | 82                 | modifier les données · modifier les données |
| Lachelle                          | 60337      | CA Agglomération de la Région de Compiègne et de la Basse Automne | 9,07             | 807 (2022)                                       | 89                 | modifier les données · modifier les données |
| Lacroix-Saint-Ouen                | 60338      | CA Agglomération de la Région de Compiègne et de la Basse Automne | 20,83            | 5 175 (2022)                                     | 248                | modifier les données · modifier les données |
| Le Meux                           | 60402      | CA Agglomération de la Région de Compiègne et de la Basse Automne | 7,80             | 2 310 (2022)                                     | 296                | modifier les données · modifier les données |
| Pierrefonds                       | 60491      | CC des Lisières de l'Oise                                         | 22,32            | 1 888 (2022)                                     | 85                 | modifier les données · modifier les données |
| Saint-Étienne-Roilaye             | 60572      | CC des Lisières de l'Oise                                         | 7,96             | 292 (2022)                                       | 37                 | modifier les données · modifier les données |
| Saint-Jean-aux-Bois               | 60579      | CA Agglomération de la Région de Compiègne et de la Basse Automne | 25,21            | 341 (2022)                                       | 14                 | modifier les données · modifier les données |
| Saint-Sauveur                     | 60597      | CA Agglomération de la Région de Compiègne et de la Basse Automne | 16,50            | 1 752 (2022)                                     | 106                | modifier les données · modifier les données |
| Venette                           | 60665      | CA Agglomération de la Région de Compiègne et de la Basse Automne | 8,45             | 2 776 (2022)                                     | 329                | modifier les données · modifier les données |
| Vieux-Moulin                      | 60674      | CA Agglomération de la Région de Compiègne et de la Basse Automne | 17,65            | 600 (2022)                                       | 34                 | modifier les données · modifier les données |
| Canton de Compiègne-2             | 6007       |                                                                   |                  | 47 683 (2022)                                    |                    | modifier les données                        |

Le canton de Compiègne-2 comprend :
1. seize communes,
2. la partie de la commune de Compiègne non incluse dans le canton de Compiègne-1, soit celle située au sud d'une ligne définie par l'axe des voies et limites suivantes : depuis la limite territoriale de la commune de Vieux-Moulin, route départementale 973, avenue du 1er-Septembre boulevard des États-Unis, boulevard Gambetta, jusqu'à l'Oise.

## Démographie
En 2022, le canton comptait 47 683 habitants, en évolution de +2,17 % par rapport à 2016 (Oise : +0,87 %, France hors Mayotte : +2,11 %).
| 2013   | 2018   | 2022   |
| ------ | ------ | ------ |
| 45 836 | 47 134 | 47 683 |